# Zubir Said
Zubir Said (?, 22 juillet 1907 -  Singapour, 16 novembre 1987) est un compositeur singapourien d'origine Minangkabau, auteur de l'hymne national singapourien Majulah Singapura.

## Source
- (id) Cet article est partiellement ou en totalité issu de l’article de Wikipédia en indonésien intitulé « Zubir Said » (voir la liste des auteurs).